# Chytolita
Chytolita là một chi bướm đêm thuộc họ Erebidae.

## Các loài tiêu biểu
- Chytolita morbidalis Guenée, 1854
- Chytolita petrealis Grote, 1880